# Otter (rzeka)
Otter (ang. River Otter) – rzeka w południowo-zachodniej Anglii, na terenie hrabstw Devon i Somerset, dopływ kanału La Manche. Długość rzeki wynosi 44 km.
Źródło rzeki znajduje się w paśmie wzgórz Blackdown Hills, na terenie civil parish Otterford, na wysokości około 275 m n.p.m. Rzeka płynie w kierunku południowo-zachodnim, przepływa przez Honiton, Ottery St Mary, Tipton St John, Newton Poppleford, Colaton Raleigh i Otterton. Uchodzi do morza na wschód od Budleigh Salterton, tworząc estuarium. Obszar estuarium, w tym znacznych rozmiarów błotniska i mokradła słone, objęty jest ochroną jako rezerwat przyrody. Na przestrzeni lat, a w szczególności w XIX wieku, około 3/4 obszaru estuarium zostało osuszone w celu pozyskania terenów rolniczych, a koryto rzeczne poddano regulacji. Na początku XXI wieku podjęte zostały działania mające na celu przywróceniu części tego obszaru do stanu zbliżonego do pierwotnego.
Nazwa rzeki prawdopodobnie pochodzi od angielskiego słowa otter oznaczającego wydrę – zwierzęta te występują w pobliżu tej rzeki.